# Сталева межа
«Сталева межа» (англ. Steel Frontier) — американський фантастичний бойовик 1995 року.

## Сюжет
Світ, яким ми його знали, був знищений. Колонія виживших вибудовують нове життя. Їх колонія називається Нова Надія, місце де відчай перетворився на надію. Група колишніх солдатів, очолювана генералом Куантрелом, перетинає пустелю і захоплює Нову Надію силою. Вони вб'ють будь-кого, хто не приєднається до них, і візьмуть всіх жінок у рабство. І тут в місті з'являється самотній воїн. На ім'я Юма.

## У ролях
- Джо Лара — Юма
- Бо Свенсон — Рой Акетт
- Стейсі Фостер — Сара
- Брайон Джеймс — генерал Куантрел
- Кейн Ходдер — Кінтон
- Джеймс С. Віктор — Джулієс
- Біллі Л. Салліван — Лакі
- Брайан Хукіба — хлопчик
- Джим Коуді Вільямс — Чарлі Бачас
- Роберт О'Рейлі — Евермор
- Джекобсен Харт — Грінстріт
- Адольфо Кіньонес — Диякон
- Брюс Ед Морроу — Проповідник
- Сандра Елліс Лефферті — Ада
- Пол Дж. Волк — Лі
- Скотт МакЕбой — Неделтон
- Ерні Лі Бенкс — Велман
- Куінн Моррісон — Мер Кісміч
- Афіфі Алауі — Шей
- Вільям Майкл Куінн — жертва вершника
- Гордон Бенсон — дідусь Лем
- Майкл Росс Клементс — Кног, космічний дроїд